# Gepotidacina
La gepotidacina, venuda amb la marca Blujepa, és un medicament antibiòtic utilitzat per al tractament de la infecció del tracte urinari. La gepotidacina és un inhibidor de la topoisomerasa bacteriana de tipus II de triazaacenaftilè. S'utilitza com a mesilat de gepotidacina de sal, i es pren per via oral.

Estructura química de la geopotidacina

La gepotidacina va ser aprovada per a ús mèdic als Estats Units el març de 2025.

## Usos mèdics
La gepotidacina està indicada per al tractament de dones de dotze anys i més que pesin almenys 40 quilograms (88 lb) amb infeccions del tracte urinari sense complicacions (UTI) causades per Escherichia coli, Klebsiella pneumoniae, complex Citrobacter freundii, Staphylococcus saprophyticus i Enterococcus faecalis.

## Farmacologia

### Mecanisme d'acció
El mecanisme d'acció principal de la gepotidacina consisteix a inhibir la replicació de l'ADN bacterià, dirigint-se específicament a l'ADN girasa (topoisomerasa II) i a la topoisomerasa IV. Aquests enzims són vitals per a processos bacterians com la replicació, la transcripció i la divisió cel·lular, ja que regulen l'estat topològic de l'ADN durant aquestes activitats. La gepotidacina s'uneix a la subunitat GyrA de l'ADN girasa i a la subunitat ParC de la topoisomerasa IV. Les investigacions han demostrat que aquesta interacció es produeix dins d'una butxaca formada per aquestes subunitats, situada entre els enllaços d'ADN escissils. En unir-se a aquesta regió, la gepotidacina inhibeix l'activitat d'aquests enzims, perjudicant així la replicació bacteriana. Aquest mecanisme d'acció és diferent d'altres classes d'antibiòtics, incloses les fluoroquinolones.

### Farmacocinètica
La gepotidacina s'absorbeix ràpidament per via oral, assolint concentracions plasmàtiques màximes (tmax) en 1,25-2,5 hores, amb una semivida d'eliminació d'11,2-14,7 hores. La seva exposició sistèmica (AUC i Cmax) augmenta més que proporcionalment amb la dosi. Repetir la dosificació dues vegades al dia o tres vegades al dia condueix a una acumulació mínima o moderada. Una part significativa (~ 60%) s'excreta a l'orina, amb un clearance renal ~ 40% de l'eliminació total. Les concentracions d'orina de fàrmacs lliures són substancialment més altes que en el plasma, superant les concentracions inhibidores mínimes dels patògens comuns uUTI. La insuficiència hepàtica pot augmentar els nivells urinaris, mentre que la insuficiència renal redueix l'excreció urinària, la qual cosa pot requerir ajustos de dosi en casos greus.

## Societat i cultura

### Situació jurídica
L'octubre de 2024, la gepotidacina va rebre una revisió prioritària per part de l'Administració d'Aliments i Medicaments dels EUA (FDA) per al tractament de les infeccions del tracte urinari no complicades.
La gepotidacina es va aprovar per a ús mèdic als Estats Units el març de 2025.

### Noms
Gepotidacin és el nom comú internacional.
La gepotidacina es ven amb la marca Blujepa.